# Opinia (Unia Europejska)
Opinia Unii Europejskiej – akt wydawany przez instytucję Unii Europejskiej, który nie ma mocy prawnie wiążącej. Opinia wymieniona jest w katalogu art. 288 TFUE  i wyraża ona stanowisko instytucji unijnej w danym przedmiocie. Opinia wydawana jest z własnej inicjatywy lub na wniosek innej instytucji; może mieć wpływ na tworzenie prawa lub na orzecznictwo.